# 1207
سنة 1207 كانت سنة بسيطة تبدأ يوم الإثنين (الرابط يظهر نموذج التقويم الكامل للسنة) من التقويم اليولياني.

## أحداث
- تأسيس مدينة ليفربول وتقع حاليا في المملكة المتحدة.
- 1207 م بدء حملات المغول تجاه الصين لاحتلالها بقيادة جنكيز خان

## مواليد
- جلال الدين الرومي.
- باتو خان.
- مالك بن المرحل السبتي.
- هنري الثالث ملك إنجلترا.

## وفيات
- فخار بن معد الموسوي.